# Fescoggia
Fescoggia (in dialetto ticinese Fescogia) è una frazione di 88 abitanti del comune svizzero di Alto Malcantone, nel Canton Ticino (distretto di Lugano).

## Storia

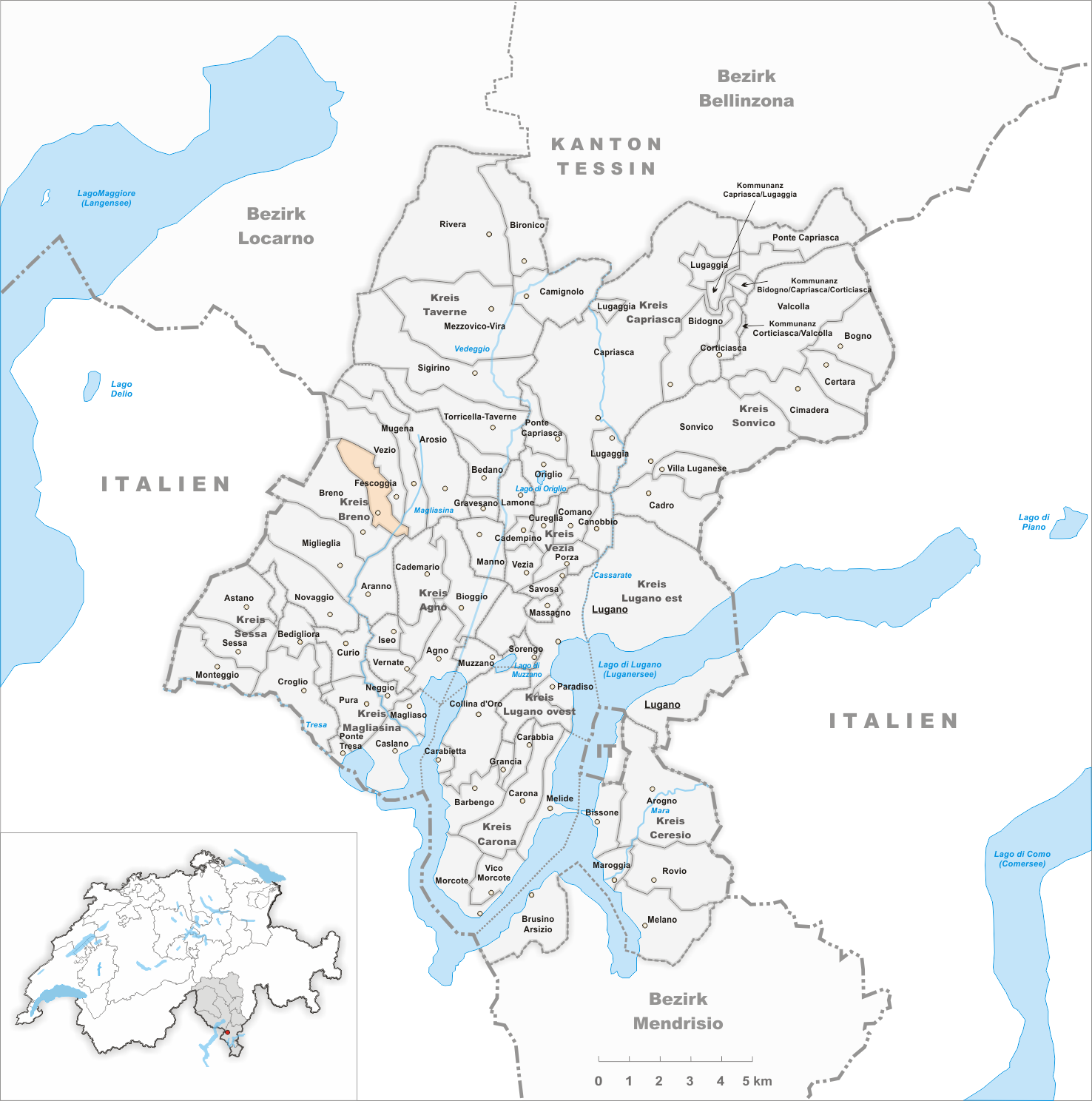
Il territorio del comune di Fescoggia prima degli accorpamenti comunali del 2005

Già comune autonomo che si estendeva per 2,5 km², il 14 marzo 2005 è stato accorpato agli altri comuni soppressi di Arosio, Breno, Mugena e Vezio per formare il comune di Alto Malcantone.

## Monumenti e luoghi d'interesse

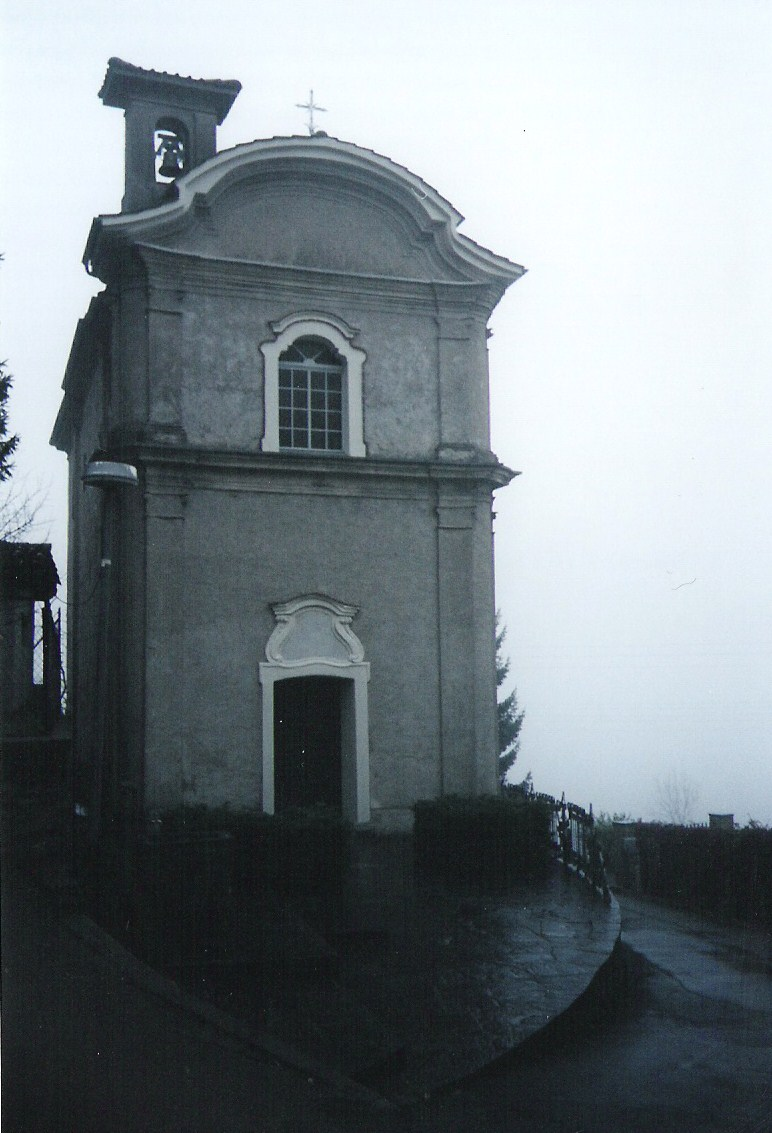
L'oratorio di San Silvestro

- Oratorio di San Silvestro, eretto alla fine del XIII secolo[1].

## Società

### Evoluzione demografica
L'evoluzione demografica è riportata nella seguente tabella:
Abitanti censiti

## Amministrazione
Ogni famiglia originaria del luogo fa parte del cosiddetto comune patriziale e ha la responsabilità della manutenzione di ogni bene ricadente all'interno dei confini della frazione.